# Волиця (Красилівська міська громада)
Воли́ця — село в Україні, у Красилівській міській громаді Хмельницького району Хмельницької області. Населення становить 787 осіб.
Неподалік від села розташований Волицький гідрологічний заказник.

## Історія
До 1947 р. називалось Волиця-Дубиська.
У 1838 році село придбала поміщиця Єловицька.
Станом на 1886 рік у колишньому власницькому селі Волиця-Дубиська Чернелевецької волості Старокостянтинівського повіту Волинської губернії, мешкало 827 осіб, налічувалось 156 дворових господарств, існувала православна церква, школа, постоялий будинок, 2 водяних і вітряний млини, цегельний завод.
Колишній орган місцевого самоврядування — Волицька сільська рада.

## Соціальна сфера
- загальноосвітня школа I—III ступенів,
- дитсадок «Пролісок»

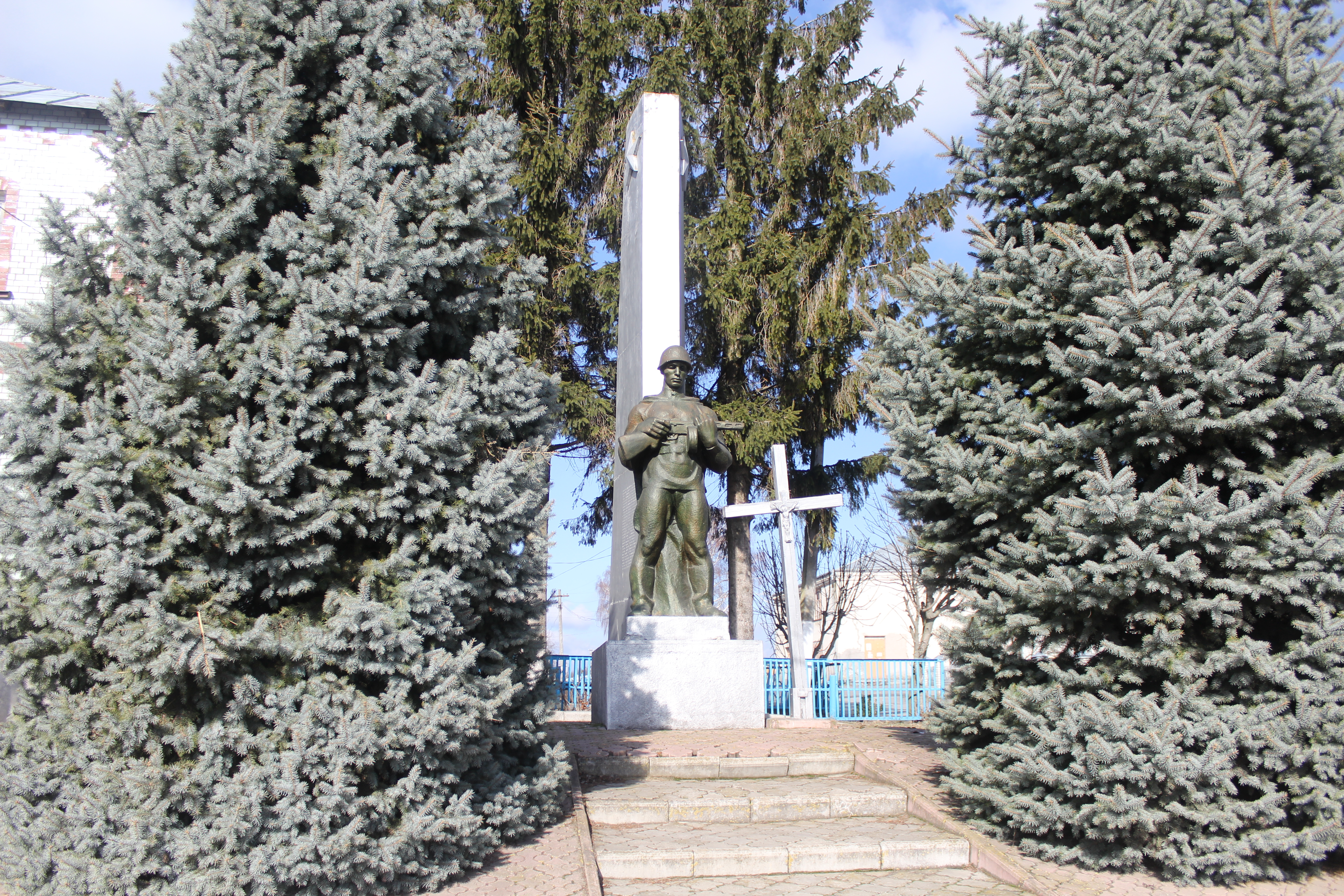
Пам'ятний знак на честь воїнів-односельчан